# Boris Paitschadse
Boris Paitschadse (georgisch ბორის პაიჭაძე; russisch Борис Пайчадзе; * 21. Januarjul. / 3. Februar 1915greg. in Ontschiketi, Rajon Kutaissi; † 9. Oktober 1990 in Tiflis) war ein georgischer Fußballspieler. Er war Mittelstürmer und Mannschaftskapitän bei Dinamo Tiflis und berühmt für seine Beweglichkeit auf dem Spielfeld, Dribblings und Torvorlagen.

## Leben
Paitschadse studierte an der Technischen Meeresschule und am Transkaukasischen Industrieinstitut in Poti. 1934 trat er in die Fußballmannschaft einer Werft in Poti ein, wechselte 1936 zum Verein Dinamo Tiflis, der damals junge Spieler suchte.
Er nahm mit Dinamo Tiflis an 181 Spielen um die sowjetische Fußballmeisterschaft teil, schoss dabei 98 Tore. 1939, 1937 und 1946 belegte er mit der Mannschaft den zweiten Platz, 1936, 1946, 1947 und 1950 den dritten Platz. Er spielte 40 Spiele um den UdSSR-Pokal, schoss dabei 25 Tore und nahm an den Endspielen 1936, 1937 und 1946 teil. Zwischen 1937 und 1946 war er bei allen sieben Auslandsspielen von Dinamo Tiflis dabei, u. a. bei Auftritten im Iran und in Rumänien.
1951 beendete er seine aktive Karriere und wurde von 1953 bis 1954 Mannschaftstrainer bei Dinamo Tiflis. Danach übte Paitschadse ein Funktionärsamt als Vorsitzender des Sportkomitees der georgischen Hauptstadt aus. 1963 bis 1985 war er Leiter des Dinamo-Stadions in Tiflis.
Paitschadse wurde mit verschiedenen staatlichen Preisen, darunter dem Wachtang-Gorgassali-Preis ausgezeichnet. 1953 drehte der Regisseur Reso Tschcheidse einen Film über den Fußballspieler. 1995 wurde das Dinamo-Stadion in Tiflis in Boris-Paitschadse-Stadion umbenannt.